# Pierre Pujol (homme politique)
Pour les articles homonymes, voir Pierre Pujol et Pujol.
Pierre Pujol, né le 1er janvier 1900 et mort le 7 mars 1966, est un homme politique français.

## Détail des fonctions et des mandats
Mandat parlementaire
- 8 décembre 1946 - 18 mai 1952 : Sénateur de Seine-et-Oise